# 动物考古学

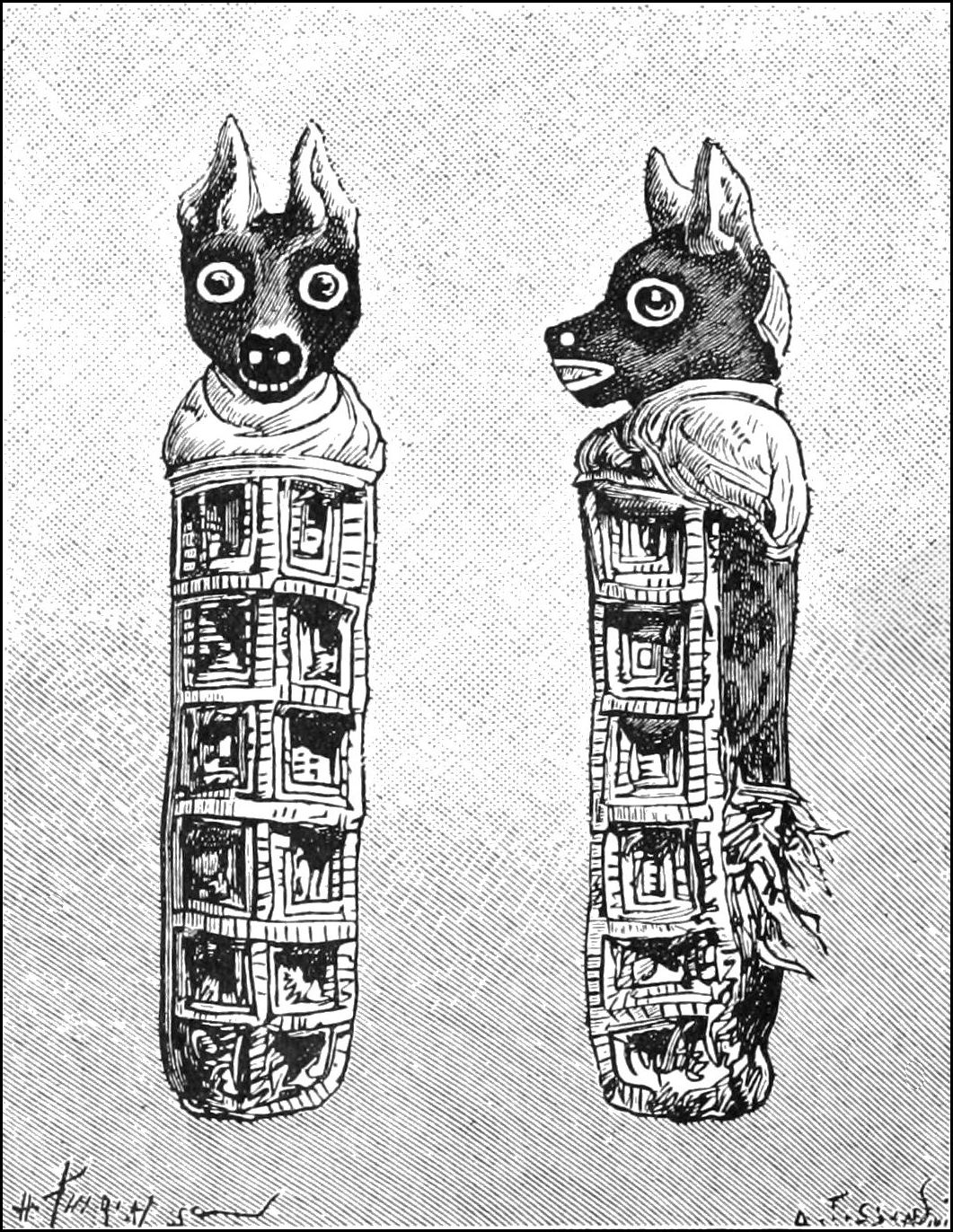
一具埃及狗木乃伊的正面和侧面视图。

动物考古学（Zooarchaeology），也称为动物种群分析，是考古学中一门专门研究考古遗址动物遗骸的分支。动物区系遗骸是动物死亡后留下的残迹，包括骨骼、贝壳、毛发、甲壳、鳞片、兽皮、蛋白质和DNA等。在考古遗址所发现动物遗骸中，最常见的是骨骼和贝壳。但大多数时候，它们中的大部分都无法保留下来，经常会因各种情况而分解或碎裂，从而可能导致难以识别和解释其重要性。
动物考古学是一门将考古学和动物学研究结合在一起的“综合性”学科，这两者分别研究过去的人类文化和动物，因此，动物考古学家也可能是人类学家、古生物学家、考古学家、动物学家或生态学家等。但是，动物考古学的主要重点不仅在于发现过去动物的遗迹，更要识别和了解人类及其环境(主要是动物种群)如何共存。动物考古学可使研究人员更全面地了解过去人与环境的相互作用，从而使该主题成为环境考古学的一部分。无论是饮食、驯化、工具使用还是礼仪活动，对动物遗骸的研究提供了大量与其互动的人类活动信息。考古学提供了有关过去的信息，这些信息对理解现在和应对未来都极其宝贵。动物考古学在促进对动物本身、相邻人群和当地环境的全面了解方面发挥着重要作用。

## 发展
北美东部动物考古学的发展可分为三个不同的时期，第一阶段是19世纪60年代左右开始的形成期；第二阶段是20世纪50年代初出现的系统化期；最后是1969年左右形成的整合期。直到系统化时期，专业动物考古学家才出现。在此之前，它只是一种应用技术而没有专门的研究。
动物考古学专家出现的部分原因是产生了一种被称为过程考古学的考古学新方法，该方法更强调解释事情发生的原因，而不仅仅在于发生了什么。考古学家开始专攻动物考古学，他们的人数也在增加。

## 作用

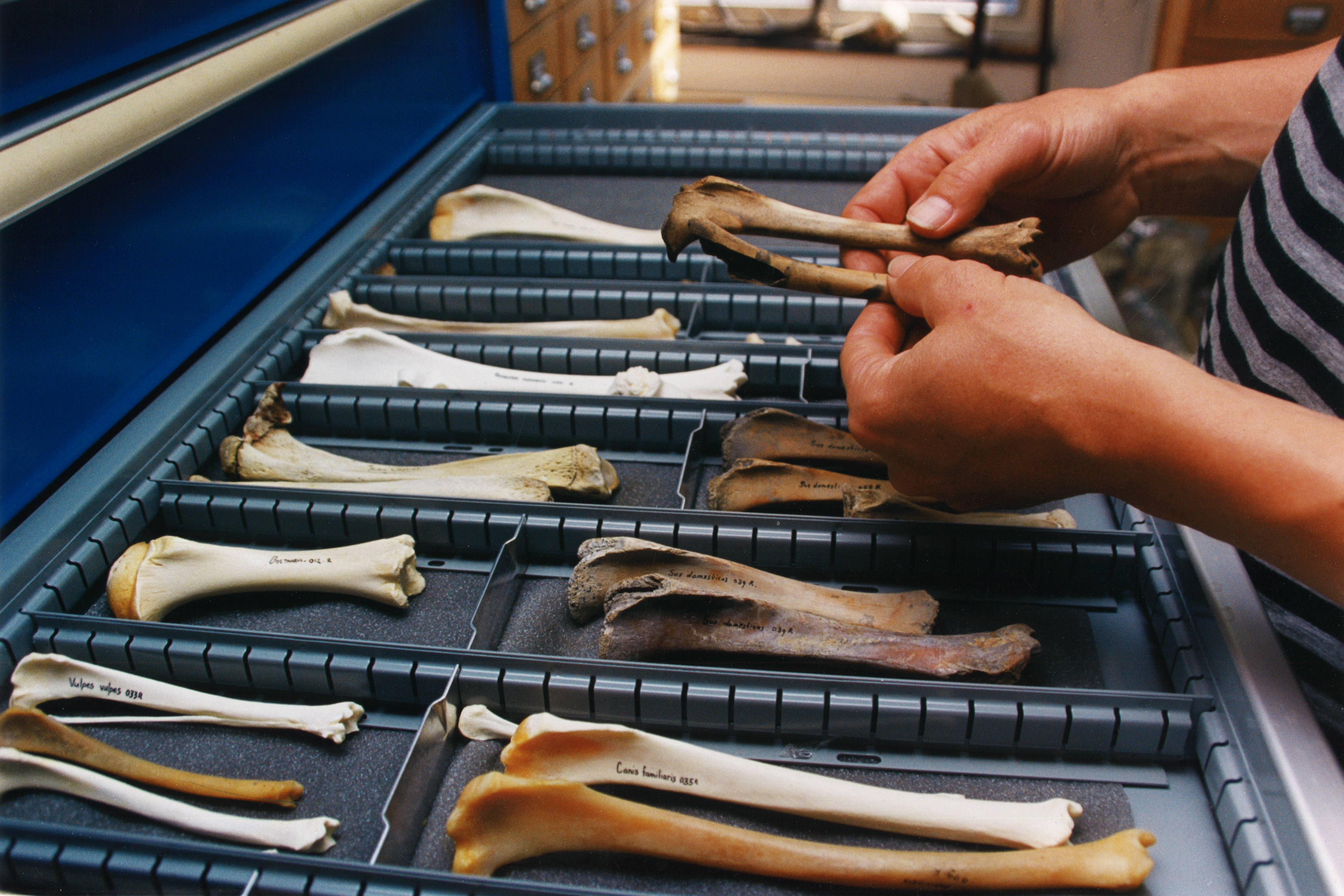
用于确定旧骨骼的不同种类动物的胫骨标本，荷兰遗产署馆藏。

动物考古学的一个重要方面是利用形态学和遗传学证据回答有关动物与人类之间关系的问题:172，这包括： 
1. 有怎样的饮食，动物是以何种方式作为食物的[6]？
2. 食用哪些动物以及多少，还有什么其他食物[6]？
3. 谁能获得食物，食物的供给是否取决于年龄或性别[6]？
4. 文化，比如技术和行为如何受饮食影响并与之相关[6]？
5. 如何通过动物遗骸识别阶级或种族等社会差异[8]？
6. 除作为食物外，动物还有哪些用途[6]？
7. 环境怎样[7]:170？
8. 狩猎-采集者如何获取食物[7]:170？
9. 随时间的推移，人口发生了怎样的变化[7]:171？
10. 随时间的推移，人类是如何驯养动物的[7]:171
11. 现代动物与过去动物有何差别？这对与这些动物互动/仍在互动的人口数量产生如何影响[7]:172？

动物考古学的另一重要方面是了解人类迁徙的模式，在人与动物关系紧密，或是经常跟随畜群迁徙的地区，从这些动物身上收集的数据也有助于提供人类迁徙的背景信息。研究动物遗骸还可为其他遗骸和与之相关的文物提供背景信息:1。

## 动物遗骸

野外考古学家

动物遗骸是是留在考古学家所研究材料中的动物残骸部分，这些遗骸对记录很重要，因为他们可根据遗留的遗骸展示文化习俗，比如他们吃什么食物。动物考古学家发现到动物的种类、死亡时的年龄、性别等信息。
如前所述，在遗址发现的一些常见动物遗骸包括骨骼、贝壳、毛发、甲壳、鳞片、皮革、蛋白质和DNA。这些通常存在于遗留下来的垃圾堆中。在那里以及在其他地方，骨头、鳞片、牙齿等碎屑可能会混合在一起，考古学家必须对其进行分类，并确定遗骸来源何种动物的何处部位。留下这些遗骸的动物群种类取决于考古遗址所在的位置，这些动物可能是驯养的，也可能是野生的，有时们会在遗址上同时发现这两种类型的遗骸。
除帮助了解过去的历史外，动物考古学还可帮助我们改善现在和未来。研究人类如何对待动物及其产生的影响有助于避免许多潜在的生态问题，这具体包括涉及野生动物保育方面的问题。例如，野生动物保护主义者提出的问题之一是，是否应让面临灭绝的动物保留在数个较小的区域内，还是留在一个较大的区域中。根据动物考古学的证据，他们发现被分开在数个较小区域里的动物更有可能灭绝。

## 方法

### 埋藏学
动物考古学家密切关注的问题之一是埋藏，考古发掘研究中使用的技术包括研究物品的掩埋和沉积过程、物品的保存条件以及它们如何受到损伤，这些都是考古学家“迈克尔·布莱恩·希弗”(Michael Brian Schiffer)所说的行为考古学的一部分。埋藏学的一个重要事项就是评估标本是如何受损的，了解动物群落的埋藏过程可解释骨骼受损的方式及原因。动物骨骼受损的原因之一是人类行为:169，动物骨头上的切痕提供了屠宰的证据:169；敲砸和旋断性骨折表明为获取骨髓、矿物质和营养而进行的处理:170，影响骨骼的其他人为行为包括考古发掘过程中发生的焚烧:171和损坏:178。骨骼的非人类损伤包括物种间损伤:173、猛禽:173、啮齿类:175和真菌:176造成的损害以及环境风化:176和磨损:176作用等。区分不同类型的动物骨骼损伤是一个乏味而复杂的过程，需要多学科背景知识:169。骨骼上的一些物理损伤可用肉眼看到，但要看到大多数损伤，需要10倍放大镜和良好的照明环境:169。

### 鉴定和分类
鉴定是对动物遗骸考古不可或缺的部分:1，鉴定动物遗骸需要结合解剖学、生物分类学和考古背景研究:1。鉴定一块骨头需要知道它是什么部位(身体中的骨头)以及属于何种动物:1。后者被称为生物分类学，用于将动物分为不同的组群:1。动物考古学采用包含物种不同特异程度的林奈命名法:2，之所以使用林奈命名法(林奈分类系统)，是因为它允许考古学家识别和显示物种间的遗传和形态关系:2，这些关系建立在通常可解释的物种进化基础上:4。虽然鉴定为越具体越好，但与其错误地判定，不如辨认得粗略一些:2。在检查动物骸骨时，通常会发现骨头太小或太受损，无法准确识别:3，考古背景可用来帮助对物种鉴别进行推断:3。骨骼分类是正确识别动物遗骸的一半:1，骨骼可根据其材质和形状进行分类，形状包括长骨、扁骨和不规则骨三种:7。而骨骼结构的不同则取决于它们在身体中的位置及骨骼中的部位，骨骼的主要结构差异在于海绵骨和致密骨:8，二者的功能用途不一样，例如，提供结构的骨骼外层是由致密的骨骼构成，而内层则由海绵状骨骼组成:8。骨骼研究对动物考古学很有用，因为骨骼的某些形态与特定生长期有关，这有助于缩小样本死亡年龄范围:9。牙齿分析的方法与骨骼的稍有不同，但具有同等重要性:9。牙齿磨损状况及形态提供了有关物种饮食和年龄的信息；牙釉质中也含有动物所吃食物的生化残留物:9。虽然动物遗骸不只包括骨头和牙齿，但毛发和肌肉等物质性质导致其在死亡后就会迅速退化，只留下骨骼，这就是为什么大多数动物考古学都围绕骨骼形态展开:6。实验室分析可将现场发现的骨骼与已经确认的动物骨骼进行对比，这不仅有助于识别是什么动物，而且还有助于确认该动物是否被驯养。

### 遗传分析
古代DNA基因分析是动物考古学家使用的重要工具，动物的遗传史可提供有关人口随时间迁移以及在某地区生活所需合适环境的信息:103。它还可提供随时间推移，动物如何被一群人驯化或未驯化的背景情况:104。古代DNA对动物遗骸的基因分析至关重要，现代DNA在样本中有很长的片段，而古代DNA的片段则非常短，因此，很容易被污染:94。古代DNA的提取和取样需要高度专业化的培训，以及防止被现代DNA污染的周密协议:5。李(Lee)等人撰写的论文：《西伯利亚北极地区最古老犬科动物的古代DNA分析和对家犬的遗传贡献》描述了从爪子和牙齿中采集古代DNA样本的情况。在专门为提取古代DNA而设计的设施中，使用个人防护设备和定期漂白表面和工具，使用漂白剂擦拭爪子和牙齿以破坏表面所有的现代DNA，然后钻取粉末。按照古DNA提取方案从骨粉中提取DNA片段。在多次重复DNA片段复制并验证结果(聚合酶链式反应和凝胶电泳)后，对骨粉中的古DNA进行测序，然后进行分析:5。

### 动物质谱仪
通过动物质谱仪分析（应用质谱法进行的动物考古学），即使没有存留的形态特征，也可确定碎骨或骨制品所属的动物种类。该方法利用了物种间胶原蛋白结构差异原理。

### 量化
动物考古学家使用的另一种技术是量化，即根据骨头的数量和大小做出解释，这些解释包含不同动物对饮食的重要性。

## 史前时期的示例

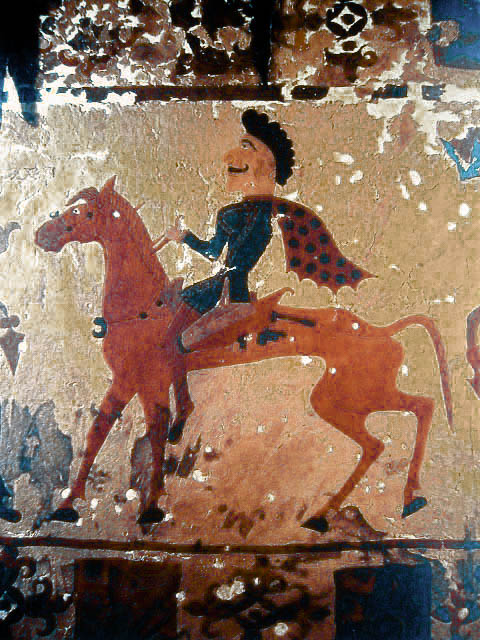
展示公元前300年巴泽雷克人骑手形象的地毯，巴泽雷克人被称为精湛的骑手，请参阅巴泽雷克人文化，其他与马匹有关的发现可参见巴泽雷克人墓葬。

在史前时代，人与动物的关系和互动是多样的，从作为食物来源到在社会中扮演更亲密的角色。动物被以非经济的方式使用，如作为人类陪葬的一部分。然而，大多数动物考古学通过观察骨头、牙齿和鱼鳞等各种遗骸来关注谁吃了什么。在21世纪，研究人员开始从更广泛的文化和社会模式来解释史前动物，重点关注动物如何影响人类和可能的动物买卖。有证据表明，像美洲狮或美洲虎这样的动物被用于仪式目的，但并非作为食物来源食用。
动物遗骸的分析对于展示史前文明和狩猎采集文明如何与环境中的动物互动非常重要。这些信息可用于帮助重建旧石器时代的环境。带有切割痕迹、牙齿痕迹、灼烧或屠宰的动物遗骸可能意味着人类的互动，这对考古数据可能很重要 。有时，由于分解和风化对遗骸的破坏，对分析可能造成困难。动物遗骸不仅有助于重建过去的环境，还可以展示其他文化习俗。这些遗骸并不总是来自食物，还可在珠宝、工具、信仰活动等方面找到 ，这些信息可显示所分析区域内的动物群以及文化含义。
动物墓葬可追溯至史前时代，其中一些例子出现在中石器时代时期。在瑞典的“斯凯特霍尔姆1号”(Skateholm I)遗址，人们发现狗与8岁以下的儿童被埋葬一起，或被单独埋葬。一些单独埋葬的狗拥有与人类同时代人相似的陪葬品，如燧石武器和鹿角。与此同时，在同一时期出现的“斯凯特霍尔姆2号”又与斯凯特霍尔姆1号截然不同，因为狗被埋葬在墓地的北侧和西侧边界。西伯利亚贝加尔湖附近另一处称为“洛科莫蒂夫”的墓地遗址，在人类坟墓中埋葬了一只狼。与狼葬在一起，但在狼稍下方是一颗男性颅骨。狼的品种不是该地的，因为该地区气候温暖且研究表明，没有其他狼的栖息地。巴扎利伊斯基(Bazaliskiy)和萨韦利耶夫(Savelyev)认为狼的存在和意义可能反映了人类的交流。另一则示例发生在公元前300年，在被巴泽雷克人称作“巴泽雷克墓地”(Pazyryk burials)中，十匹马与一名男性葬在一起，马身上装饰着马鞍、垂饰和其他贵重物品。它们是最古老的马，也是佩有最气派饰物的马。考古学教授艾丽卡·希尔(Erica Hill)认为，史前动物的陪葬揭示了人类与动物之间的关系。

## 相关领域
动物考古学与其他研究领域有明显重叠，它们包括：
- 农业科学
- 人类学
- 人与动物关系学
- 考古学
- 生物学
- 生态学
- 民族志
- 地质学
- 古病理学
- 古生物学
- 古动物学
- 兽医
- 动物学

### 更广泛研究领域
这些分析提供了进一步解释的基础，动物考古学家已讨论过的主题包括：
| - 畜牧业 - 信仰体系 - 文化交流 - 饮食和营养 - 疾病 - 驯化 - 生态环境与变化 - 族群 | - 食品加工 - 景观 - 物质文化 - 季节性 - 社会状态 - 生存策略 - 技术 |

## 延伸阅读
- Acosta, Guillermo; Beramendi, Laura E; González, Gali; Rivera, Iran; Eudave, Itzel; Hernández, Elisa; Sánchez, Serafín; Morales, Pedro; Cienfuegos, Edith; Otero, Francisco. . 墨西哥地质学会公报. 2018, 70: 1–19  [2022-03-02]. doi:10.18268/BSGM2018v70n1a1 . （原始内容存档于2020-11-11）.
- O'Connor, Terry. . 历史出版社. 2013. ISBN 978-0750935241.
- Orton, David C. . 剑桥考古杂志. 2011, 21 (2): 323–24. doi:10.1017/S0959774311000345.
- Reitz, Elizabeth J.; Wing, Elizabeth S. . 《剑桥考古手册》. 剑桥大学出版社. 2008. ISBN 978-0521673938.